# Novoselë (obwód Korcza)
Novoselë – wieś położona w południowo-wschodniej części Albanii w gminie Novoselë. Wieś znajduje się 128 kilometrów od stolicy państwa, Tirany.